# تنظير مفصل الورك
يشير تنظير مفصل الورك إلى مشاهدة الجزء الداخلي من المفصل الحقي الفخذي (الورك) من خلال منظار المفاصل من أجل علاج أمراض الورك باتباع نهج طفيف التوغل. تستخدم هذه التقنية للمساعدة في علاج اضطرابات المفاصل المختلفة واكتسبت شعبية بسبب صغر الشقوق الجراحية المستخدمة وقصر فترة الشفاء مقارنةً بالتقنيات الجراحية التقليدية (التي يُشار إليها باسم «الجراحة المفتوحة»). لم يكن تنظير مفصل الورك ممكنًا حتى وقت قريب، إذ أدت التقنيات الجديدة في الأدوات والقدرة على تفريق مفصل الورك إلى تطور القدرة على إجراء تنظير مفصل الورك وازدياد شعبيته.

## التاريخ
أول رجل وصف استخدام منظار مفصلي لرؤية مفصل من الداخل هو سيفيرين نوردنتوفت، من الدنمارك، في عام 1912. ومنذ ذلك الحين، تطور مجال تنظير المفاصل ليشمل الإجراءات التشخيصية والعلاجية للكثير من المفاصل. أدى التقدم التقني في تصنيع الأدوات والتقنيات البصرية جزئيًا إلى زيادة قدرة الجراح على رؤية مساحات أصغر ضمن المفاصل بشكل موثوق. توجد حاليًا جمعية دولية لتنظير مفصل الورك، تضم بعض المتخصصين الرائدين في مجال تنظير مفصل الورك في العالم.
أصبحت تقنيات تنظير المفاصل طريقة شائعة لعلاج أمراض الورك. على الرغم من أنها وُصفت أول مرة في سبعينيات القرن التاسع عشر، منذ عام 2000 تقريبًا، توسعت استطبابات إجراء تنظير مفصل الورك وأعداده في جميع أنحاء العالم. ويرجع ذلك بشكل رئيسي إلى ازدياد القدرة على التعرف على الحالات المرضية مثل الانحشار الفخذي الحقي و‌تمزق الشفا الحقي (الوركي).
وُصف مفهوم الانحشار الفخذي الحقي أول مرة من قبل سميث بيترسن. أصبح غانز رائد التشخيص والعلاج الحديثين للانحشار الفخذي الحقي في عام 2003، ودعا غانز في البداية إلى استخدام تقنية الخلع الجراحي المفتوح لعلاج الأمراض داخل المفصل. وشمل ذلك استخدام نهج «قَلب المدور الكبير» للوصول إلى مفصل الورك. تُعد هذه الطريقة إجراءً جذريًا، إذ تحتاج إلى إجراء شق كبير على جانب الورك، مع فصل المدور الكبير لعظم الفخذ والعضلات المرفقة به للوصول إلى المفصل. باستخدام هذا النهج، يمكن تدوير كرة مفصل الورك خارج التجويف الحقي (الذي يسمى «الخلع الجراحي»)، ما يتيح الوصول بزاوية 360 درجة إلى المفصل بأكمله. يعتبر هذا النهج آمنًا بشكل عام لكنه يحمل مخاطر مُلازِمة، كما الحال في كل الجراحات ذات الشقوق الكبيرة. توجد دومًا مخاطر العدوى وتشكل الجلطات الدموية، ويذكر غانز وزملاؤه مضاعفات مثل التعظم غير المتجانس (تكوين عظم جديد حول الورك)، وإصابات الأعصاب، وفشل شفاء المدور الكبير بشكل صحيح، والألم المستمر بعد تكوين أنسجة ندبية (التصاقات) في مفصل الورك، وخطر صغير لتلف التروية الدموية لرأس الفخذ. يحتاج المريض عادة إلى البقاء في المستشفى لبضعة أيام، ويمكن أن تطول فترة إعادة التأهيل بعد هذه الجراحة الواسعة. ونتيجة لذلك، سعى الجراحون إلى استخدام تنظير المفصل على نطاق أوسع في مفصل الورك لتجنب المزالق المحتملة للجراحة الكبيرة والمفتوحة. المزايا المتوقعة لنهج التنظير هي تجنب الندوب الكبيرة، وانخفاض الدم المفقود، وفترات نقاهة أسرع، وألم أقل. يمكن إجراء تنظير مفصل الورك باعتباره إجراء خارجي (أي دون الحاجة إلى البقاء في المستشفى حتى اليوم التالي).

## الاستطبابات
استخدم تنظير مفصل الورك في البداية لتشخيص آلام الورك غير المفسرة، ولكنه يستخدم الآن على نطاق واسع في علاج الحالات داخل المفصل وخارجه. الاستطباب الأكثر شيوعًا هو علاج الانحشار الفخذي الحقي والأمراض المرتبطة به مثل تمزق الشفا الوركي وتشوهات الغضاريف، من بين أمور أخرى (انظر الجدول 1).
الجدول 1. مجموعة من حالات الورك التي يمكن علاجها بالتنظير.
| الانحشار الفخذي الحقي                   |
| تمزق الشفا الوركي                       |
| إزالة جسم غريب / حر                     |
| غسل المفصل (في حالات العدوى) أو الخزعة  |
| آفات الغضروف                            |
| التهاب العظم والغضروف السالخ            |
| إصابات الرباط المدور (وترميمه)          |
| التهاب وتر الحرقفية القطنية             |
| متلازمة ألم المدور الكبير               |
| متلازمة السبيل الحرقفي الظنبوبي         |
| الفُصال العظمي                           |
| انضغاط العصب الوركي                     |
| الانحشار الفخذي الإسكي                  |
| التقييم المباشر لعملية تبديل مفصل الورك |

## التقنية
يُنفذ الإجراء والمريض نائم (تحت التخدير العام) أو تحت التخدير الشوكي. هناك طريقتان تُستخدمان على نطاق كبير، الأولى يكون فيها المريض على ظهره (وضعية الاستلقاء الظهري) والأخرى على جانبه (الاستلقاء الجانبي). تُنتقى الطريقة وفق تفضيل الجراح. للوصول إلى الحجرة المركزية لمفصل الورك (بين الكرة المفصلية والتجويف الحقي)، يُطبق الجر على الساق المصابة بعد وضع القدم في حذاء خاص. توجد معدات مصممة خصيصًا لهذا الغرض، على الرغم من أن بعض الجراحين يستخدمون «طاولة الجر»، المصممة في الأصل للمساعدة على التثبيت الجراحي لكسور عظام الفخذ وأسفل الساق. يُقيم مقدار الجر (أو السحب) اللازم باستخدام التنظير الفلوري (الأشعة السينية المحمولة بجرعة منخفضة). لا يمكن عادة تفريق الكرة عن التجويف باستخدام الجر وحده بأكثر من بضع ميلليمترات. بمجرد أن يصبح الجراح راضيًا عن إمكانية الوصول إلى مفصل الورك (أي أن الكرة ستفترق عن التجويف بمسافة صغيرة)، تُطبق المطهرات على جلد المريض وتُسدل الستائر الجراحية.
الخطوة التالية هي إدخال إبرة دقيقة تحت توجيه الأشعة السينية في مفصل الورك. يكسر هذا «ختم الشفط» المفصلي ويسمح بمزيد من التفريق عند اللزوم. يرغب الجراح بإبعاد الكرة المفصلية خارج التجويف بمقدار 1 سم تقريبًا، كي يتمكن من الوصول إلى مفصل الورك بأقل قدر من خطر تلف الأسطح المفصلية. سيحقن معظم الجراحين السوائل في المفصل في هذه المرحلة، والسبب أيضًا ضمان وجود مساحة كافية بين الكرة والتجويف للسماح بوصول الأداة بأمان. ثم تُزال الإبرة. الخطوة التالية هي وضع «المداخل»، أو الثقوب الصغيرة المصنوعة لتمرير الأدوات إلى المفصل. ويتحقق ذلك عن طريق إدخال إبرة مجوفة جديدة إلى المفصل تحت تحكم الأشعة السينية، وعادة ما تكون في وضع مختلف قليلًا. وذلك كي يضمن الجراح دخول الإبرة والقنية اللاحقة دون اختراق أسطح الشفا الحقي أو الغضروف وإتلافها. سيكون للجراحين هنا أيضًا تفضيلاتهم الخاصة فيما يتعلق بالموضع المفضل للإبرة. من خلال هذه الإبرة المجوفة، يُمرر سلك توجيه (دليل) مرن رفيع وطويل إلى المفصل، وتُزال الإبرة فوقه، تاركة سلك التوجيه في الموقع. يُجرى شق صغير في الجلد حول السلك، للسماح بوضع قنية أكبر فوق السلك عبر المدخل. وبالتالي فإن السلك سيوجه القنية الأكبر لتصل إلى المفصل. تتراوح الأقطار الخارجية الأكثر استخدامًا للقنية بين 4.5 و5.5 ملم. بمجرد أن يقتنع الجراح بأن القنية في الموضع الصحيح، يمكن سحب سلك التوجيه بالاعتماد على الملمس وتوجيه الأشعة السينية. عندما يُوضع المدخل الأول بشكل صحيح، يصبح من الممكن وضع أي مدخل آخر ويكفي أن تكون الكاميرا في موضعها، لضمان وضع المداخل بأقل قدر ممكن من المخاطر على الأسطح المفصلية. يمكن تكرار هذه العملية للحصول على أكبر عدد ممكن من نقاط الدخول إلى مفصل الورك وفق رغبة الجراح، ويكون العدد عادة بين اثنين وأربعة. تُستخدم نقاط الدخول هذه لرؤية المفصل بالتنظير ولإجراء العمل المطلوب بالأدوات.
تبدأ العملية بعد ذلك، وتُستخدم مجموعة متنوعة من الأدوات. ينظر الجراح إلى الجزء الداخلي من مفصل الورك من خلال منظار المفصل، وتُدخل أدوات العمل المطلوب من خلال المداخل الأخرى. بمجرد أن يكمل الجراح الإجراء اللازم بين الكرة والتجويف، وهو المنطقة التي يُشار إليها باسم «الحجرة المركزية» للورك، يجري تحرير الجر، ما يسمح لكرة الورك بالدخول بشكل مريح إلى موقعها في التجويف الحقي. ثم يُنقل منظار المفصل إلى «الحجرة المحيطية» وهي منطقة داخل مفصل الورك ولكنها خارج الجزء بين الكرة والتجويف.